# Heidi Roth
Heidi Roth (ur. 11 października 1984 w Wangen) – niemiecka skoczkini narciarska, reprezentantka SV Casino Kleinwalsertal.
Najdłuższy skok w swojej karierze oddała na skoczni Brunnentalschanzen w austriackiej miejscowości Stams, skacząc na odległość 100 metrów.
W 2000 zajęła trzecie miejsce w drugiej edycji FIS Ladies Grand Tournee, za Danielą Iraschko i Evą Ganster. Zajęła drugie miejsce w konkursie drużynowym w Breitenbergu, a w konkursach indywidualnych w Breitenbergu i Baiersbronn była trzecia.